# Рожнев Лог
Рожнев Лог — село в Ребрихинском районе Алтайского края. Административный центр Рожне-Логовского сельсовета.

## История
Основано в 1742 году. В 1928 году состояло из 1012 хозяйств, основное население — русские. В административном отношении являлось центром Рожнев-Логовского сельсовета Ребрихинского района Барнаульского округа Сибирского края.

## Население
| 1926  | 1997  | 1998  | 1999  | 2000  | 2001  |
| ----- | ----- | ----- | ----- | ----- | ----- |
| 2142  | ↘1368 | ↘1327 | ↘1302 | ↗1326 | ↘1297 |
| 2002  | 2003  | 2004  | 2005  | 2006  | 2007  |
| ↘1227 | ↘1180 | ↗1196 | ↘1189 | ↘1186 | ↘1153 |
| 2008  | 2009  | 2010  | 2011  | 2012  | 2013  |
| ↘1118 | ↘1098 | ↘976  | →976  | ↘968  | ↘938  |

### Национальный состав
Согласно результатам переписи 2002 года, в национальной структуре населения русские составляли 96 %.

## Знаменитые уроженцы
- Диденко, Андрей Николаевич (1932—2017) — советский и российский физик, член-корреспондент АН СССР и РАН.